# Военно-воздушные силы Мозамбика
Военно-воздушные силы Мозамбика (Forca Aérea de Moçambique) — один из видов вооружённых сил Республики Мозамбик.

## История
Военно-воздушные силы Республики Мозамбик были основаны в 1975 году после независимости Мозамбика.

## Флот
На 2016 год флот ВВС Мозамбика составляет:

## Происшествия
- 19 октября 1986 года самолёт Ту-134А-3 авиакомпании LAM Mozambique Airlines принадлежащий ВВС Мозамбика, разбился в Драконовых горах при заходе на посадку. Погибли 34 человека, в том числе действующий на то время президент Мозамбика Самора Машел[3][4].